# Фучковці
Фучковці (словен. Fučkovci) — поселення в общині Чрномель, Південно-Східна Словенія, Словенія. Висота над рівнем моря: 176,8 м.